# Ion Vlădoiu
Ion Vlădoiu (Călinești, 1968. november 5. –) román válogatott labdarúgó.
A román válogatott tagjaként részt vett az 1994-es világbajnokságon és az 1996-os Európa-bajnokságon.

## Sikerei, díjai
Steaua București
- Román bajnok (3): 1992–93, 1995–96, 2000–01
- Román kupa (2): 1991–92, 1995–96

Egyéni
- A román bajnokság gólkirálya (1): 1995–96 (26 gól)